# Hucht
Hucht is een buurtschap in de Nederlandse gemeente West Betuwe, gelegen in de provincie Gelderland. Het ligt iets ten zuidoosten van Est.